# Halvány kasvirág
A halvány kasvirág (Echinacea pallida) a fészkesvirágzatúak (Asterales) rendjébe, ezen belül az őszirózsafélék (Asteraceae) családjába tartozó faj.

## Előfordulása
A halvány kasvirág előfordulási területe Észak-Amerika keleti fele; a kanadai Ontariotól délre, egészen az Amerikai Egyesült Államokbeli Texasig. A legnyugatibb állománya Nebraskában található.

## Megjelenése
Ez a növény általában 45-75 centiméter magas, de néha akár 90 centiméteresre is megnőhet.